# Jimmie (film)
Jimmie är en svensk dramafilm som hade svensk premiär 13 april 2018. Filmen är regisserad av Jesper Ganslandt, som även skrivit manus. Filmen är producerad av Ganslandt tillsammans med Juan Pablo Libossart och Hedvig Lundgren för produktionsbolaget Fasad AB.
Filmen blev nominerad till två Guldbaggar, Bästa foto och Bästa ljud, vid 2019 års Guldbaggegala, men vann inget pris.
Enligt regissören Jesper Ganslandt är filmens titel Jimmie en referens till Sverigedemokraternas partiledare Jimmie Åkesson.

## Handling
Filmen handlar om att det är krig i Sverige och om en pappa (Jesper Ganslandt) som tvingas fly undan kriget till ett säkert land tillsammans med sin fyraåriga son (Hunter Ganslandt). Filmen ses genom barnets ögon.  

## Rollista (i urval)
- Jesper Ganslandt - Pappan
- Hunter Ganslandt - Jimmie
- Christopher Wagelin - Idas pappa
- Anna Littorin - Lisa
- Ellen Sarri Littorin - Freja
- Marita Wierdahl - Idas mamma
- Ella Wagelin - Ida
- Adela Wagelin - Amanda